# Ясінянська селищна територіальна громада
Ясінянська селищна громада — територіальна громада в Україні, у Рахівському районі Закарпатській області. Адміністративний центр — селище Ясіня.
Площа громади —  км², населення —  мешканців (2020).
Утворена 12 червня 2020 року шляхом об'єднання Ясінянської селищної, Квасівської, Лазещинської та Чорнотисянської сільських рад Рахівського району.

## Населені пункти
До складу громади входять 7 населених пунктів — 1 селище (Ясіня) і 6 сіл:
- с. Кваси
- с. Лазещина
- с. Сітний
- с. Стебний
- с. Тростянець
- с. Чорна Тиса

## Старостинські округи
- Квасівський
- Лазещинський
- Чорнотисівський[4]